# Wahner Straßenbahn
| Streckenlänge: | 2,8 km               |                                         |                                         |
| Spurweite: | 1435 mm (Normalspur) |                                         |                                         |
| |                      |                                         |                                         |
| \| \| \| Bahnhof Wahn Übergang zur DB \| \| \| \| Wahner Straße \| \| \| \| Wahn Ort \| \| \| \| Depot \| \| \| \| Wahnerheide \| \| \| \| Flughafen \| \| \| \| Lind \| \| \| \| Übergang zur Kleinbahn Siegburg–Zündorf \| |                      |                                         |                                         |
| U-Bahn-Kopfbahnhof Streckenanfang (Strecke außer Betrieb) |                      | Bahnhof Wahn Übergang zur DB            | Bahnhof Wahn Übergang zur DB            |
| U-Bahn-Haltepunkt / Haltestelle (Strecke außer Betrieb) |                      | Wahner Straße                           | Wahner Straße                           |
| U-Bahn-Haltepunkt / Haltestelle (Strecke außer Betrieb) |                      | Wahn Ort                                | Wahn Ort                                |
| U-Bahn-Abzweig geradeaus, nach links und von links (Strecke außer Betrieb) · U-Bahn-Betriebs-/Güterbahnhof Streckenende und quer (Strecke außer Betrieb)                                                                     |                      | Depot                                   | Depot                                   |
| U-Bahn-Haltepunkt / Haltestelle (Strecke außer Betrieb) |                      | Wahnerheide                             | Wahnerheide                             |
| U-Bahn-Haltepunkt / Haltestelle (Strecke außer Betrieb) |                      | Flughafen                               | Flughafen                               |
| U-Bahn-Bahnhof (Strecke außer Betrieb) |                      | Lind                                    | Lind                                    |
| U-Bahn-Grenze (Strecke außer Betrieb) |                      | Übergang zur Kleinbahn Siegburg–Zündorf | Übergang zur Kleinbahn Siegburg–Zündorf |

Auf dem Gebiet des heute zu Köln gehörenden Stadtteils Wahn betrieb die Wahner Straßenbahn zwischen dem 6. Mai 1914 und den 1. Oktober 1961 eine knapp 2,8 km lange, normalspurige Straßenbahn.

## Geschichte
Während des Ersten Weltkrieges entwickelte sich zwischen der in Wahn gelegenen Dynamitfabrik und dem Bahnhof der Preußischen Staatsbahnen ein reger Güter- und Personenverkehr. Um die Arbeiter der Fabrik besser und bequemer an ihren Arbeitsplatz zu bringen, baute die RWE eine knapp 2,8 Kilometer lange Straßenbahnstrecke zwischen der Flughafenstraße, wo sie Anschluss an die Kleinbahn Siegburg–Zündorf (KSZ) hatte, und dem Bahnhof Wahn der Reichsbahn. Die Strecke war komplett eingleisig und auf einem eigenen Bahnkörper verlegt. Da aufgrund der knappen Ressourcen keine neuen Fahrzeuge erworben werden konnten, wurden gebrauchte Wagen aus Kleve und Köln eingesetzt.
Nach dem Ende des Ersten Weltkrieges verlor die Bahn immer mehr an Bedeutung, weil die Fabrik gemäß dem Versailler Vertrag demontiert werden musste. Erst nach der Einrichtung einer Kaserne in Wahn, die im Jahre 1933 eröffnet wurde, nahm der Verkehr wieder zu. Dieser nahm ab 1936 noch mehr zu, als ein Truppenübungsplatz neu eingerichtet wurde.
Nach Ende des Zweiten Weltkrieges wurde die Bahn für die Transporte der Royal Air Force eingesetzt. Auch verkehrte sie aufgrund der Kriegsschäden zwischen der Aggerbrücke in Troisdorf und der  Siegbrücke in Siegburg.
Nachdem die RWE die Betriebsführung an die Stadt Porz, in welche Wahn 1929 eingemeindet wurde, übergeben hatte, stellt diese die Bahn aufgrund mangelnden Interesses am Straßenbahnbetrieb am 1. Oktober 1961 ein. Der Fuhrpark wurde, bis auf einen Triebwagen und 2 Beiwagen, welche an die Kleinbahn Siegburg-Zündorf weiterverkauft wurden, verschrottet.
Heute verkehren entlang der ehemaligen Strecke verschiedene Buslinien der KVB.